# Оборудование для порошковой окраски

## Классификация оборудования
Выбор оборудования зависит от способа нанесения порошковых красок. Это могут быть:
- компактные установки,
- поточные технологические линии.

### Компактные установки для порошковой окраски
Используются при небольшом объеме производства.
Различают механизированные и немеханизированные.

### Поточные технологические линии порошковой окраски
Используются, как правило, при годовой программе выпуска более 50 тыс. м2 покрываемой поверхности.
Технологические операции в поточных технологических линиях выполняются в агрегатах, связанных замкнутым конвейером непрерывного или периодического действия.
Комплект основного оборудования для электростатического нанесения порошков включает:
- камеру напыления;
- установку рекуперации порошка;
- распылитель порошкового материала;
- питатель;
- вибросито.

## Камеры напыления
Камеры напыления для порошковой окраски имеют в основном то же назначение, что и для нанесения жидких: они ограждают зону напыления, отделяя её от помещения цеха.
По конструкции и габаритам Камеры напыления весьма разнообразны. Они могут быть:
- стационарными и движущимися,
- тупиковыми и проходными,
- одно- и двухпостовые.

Кроме того, распылительные камеры различаются:
- расположением транспортных и рабочих проемов,
- направлением движения запыленного воздуха (иметь поперечный или нижний отсос),
- конструкцией днища и системы отбора с него порошка.

Стенки камеры обычно выполняют из стали, стекла или пластмасс (чаще всего полипропилена, содержащего антистатик).

## Установка рекуперации
Установка рекуперации предназначена для улавливания не осевшего на изделия порошка и возврата его в производственный цикл.
Применяемые рекуперационные установки различны по конструкции и принципу работы:
- двухступенчатая система улавливания порошка,
- одноступенчатая система улавливания порошка.

Работа рекуперационной установки считается нормальной, если содержание краски в выбрасываемом в атмосферу воздухе не превышает 5 мг/м3.
Двухступенчатая установка рекуперации
Отечественные производители в основном применяют установки с двухступенчатой системой улавливания порошка: сначала в циклоне (или батарейном циклоне), где осаждается до 95–98% краски, затем в фильтре; в целом коэффициент улавливания достигает 99.5–99.8%. Преимущественно используют рукавные фильтры из лавсановой ткани с автоматическим встряхиванием. Циклон и фильтр имеют самостоятельные сборники, откуда улавливаемая краска пневматически (с помощью транспортного эжектора) или вручную передается в сборник-дозатор для последующего смешения с исходной порошковой краской. Предварительно краска просеивается с помощью вибросита, а иногда проводится дезагрегация.
Одноступенчатая установка рекуперации
Многие иностранные фирмы предлагают рекуперационные установки с одноступенчатой системой улавливания порошка только на фильтрах. Применяют фильтры патронного типа, изготовленные из металлической сетки. При этом достигается высокая степень улавливания порошка и полный его возврат для повторного использования. Фильтр откатный, он легко присоединяется к распылительной камере, образуя с ней единое целое. Применяют установки (модули) откатные и стационарные циклонно-тканевого типа. Преимущество откатных установок по сравнению со стационарными заключается в том, что в них отсутствуют воздуховоды и удобнее переход с цвета на цвет (модуль одного цвета краски заменяют на модуль другого цвета, не прибегая к очистке).

## Распылитель порошкового материала
Назначение распылителей — нанесение порошкового материала (порошковой краски) на окрашиваемое изделие.
Распылители различаются по конструкции, принципу работы, способу подвода высокого напряжения, подачи и зарядки порошкового материала.
Распылители бывают:
- электростатические,
- трибостатические.

Кроме того, их еще можно классифицировать на:
- стационарные,
- ручные.

В равной степени находят применение распылители электростатические (с зарядкой порошка в поле коронного разряда) и трибостатические (с зарядкой трением), стационарные (в автоматических конвейерных линиях) и ручные (при единичном и мелкосерийном производствах).
Параметры работы распылителей различных типов
Электростатические:
- с внешней зарядкой:

Производительность по краске — 15–20 кг/ч.
Расход воздуха — 5–10 м3/ч.
- с внутренней зарядкой:

Производительность по краске — 10–15 кг/ч.
Расход воздуха — 10–15 м3/ч.
Трибостатические:
Производительность по краске — около 10 кг/ч.
Расход воздуха — 10–15 м³/ч.
Производительность большинства отечественных распылителей по окрашиваемой поверхности 90–200 м2/ч.
При больших объемах окрасочных работ установки комплектуют несколькими распылителями (от 2 до 6).
Если требуется обойтись очень малым количеством краски, применяют распылители с автономным питанием (краска подается не от питателя, а из бачка, укрепленного на распылителе).

## Питатель
Назначение питателя — дозирование и подача порошковых красок в распылитель.
Питатели работают по принципу эжекционного отбора порошка воздухом и образования аэровзвеси с определенным содержанием твердых частиц.
Наиболее распространены питатели с забором порошка в эжектор, из псевдоожиженного слоя.
Обеспечивая постоянство высоты слоя порошковой краски и регулируя количество подаваемого воздуха в эжектор, получают требуемую для распыления аэровзвесь, которая и направляется по шлангу в распылитель. Для увеличения скорости потока аэровзвеси предусматривают дополнительную подачу дозирующего воздуха. Оптимальное соотношение между количеством подаваемого и дозирующего воздуха устанавливают опытным путём. Подача порошка и, соответственно, производительность при распылении определяются, однако, в основном количеством подаваемого (а не дозирующего) воздуха.
От конструкции питателя и его работы во многом зависит качество распыления и, соответственно, свойства покрытий. В свою очередь, нормальной работе питателей способствует выполнение ряда условий: подача сухого чистого (не загрязненного маслом) воздуха, применение сыпучих неагрегированных порошковых красок и др.

## Вибросито
Нередко в одном аппарате с питателем комплектуют вибросито — устройство для просеивания краски, поступающей из системы улавливания (рекуперации). Это делает удобным её смешение со свежей краской, направляемой на распыление.